# روابط اسرائیل و قطر
روابط اسرائیل و قطر اشاره به روابط دو جانبه تاریخی و فعلی بین اسرائیل و قطر دارد. قطر در سال ۱۹۹۶ با دولت اسرائیل روابط تجاری برقرار کرد، که اولین رابطه در میان تمام کشورهای شبه جزیره عربستان پس از عادی سازی روابط عمان و اسرائیل و همزمان با پیمان صلح اسرائیل و اردن است. قطر و اسرائیل تا سال ۲۰۰۹ روابط دیپلماتیک و مالی خود را حفظ کردند، اما به دلیل جنگ غزه، قطر روابط خود را با اسرائیل قطع کرد.

## روابط اقتصادی
قطر در سال ۱۹۹۶ با اسرائیل روابط تجاری برقرار کرد، آنها اولین کشور خلیج فارس بودند که این کار را کردند. در سال ۲۰۰۰، دفتر تجارت اسرائیل در قطر توسط مقامات بسته شد.
قطر در سال ۲۰۰۹ و جنگ غزه، روابط تجاری خود را با اسرائیل به‌طور دائم قطع کرد. در سال ۲۰۱۰، قطر دو بار پیشنهاد داد روابط تجاری خود را با اسرائیل احیا کند و اجازه بازگرداندن مأموریت اسرائیل در دوحه را بدهد، به این شرط که اسرائیل اجازه دهد قطر مصالح ساختمانی و پول برای کمک به بازسازی زیرساخت‌ها به غزه بفرستد و اسرائیل اظهارات عمومی کند. اسرائیل به این دلیل که منابع قطر می‌تواند توسط حماس برای ساختن سنگر و موقعیت‌های تقویت شده برای شلیک موشک به شهرها و شهرهای اسرائیل مورد استفاده قرار گیرد، امتناع ورزید و اسرائیل نمی‌خواست درگیر رقابت میان قطر و مصر بر سر خاورمیانه باشد.